# Hyocomium
Hyocomium là một chi rêu trong họ Hypnaceae.